# Wimbledon 2018
De 132e editie van de Wimbledon Championships werd gespeeld van maandag 2 tot en met zondag 15 juli 2018. Voor de vrouwen was dit de 125e editie van het graskampioenschap. Het toernooi werd gespeeld bij de All England Lawn Tennis and Croquet Club in de wijk Wimbledon van de Britse hoofdstad Londen.
Bij het mannenenkelspel was de Zwitser Roger Federer de titelverdediger. Hij werd echter in de kwartfinale uitgeschakeld door de latere finalist Kevin Anderson, die op zijn beurt in de finale het hoofd boog voor Novak Đoković. De titelverdedigster bij het vrouwenenkelspel, Garbiñe Muguruza uit Spanje, kwam niet voorbij de tweede ronde – de Duitse Angelique Kerber versloeg Serena Williams in de finale, en won daarmee haar derde grandslamtitel.
Het mannendubbelspel werd in 2017 gewonnen door de Pool Łukasz Kubot en Marcelo Melo uit Brazilië – dit jaar waren Mike Bryan en Jack Sock de sterksten. Titelhoudsters bij de vrouwen waren de Russinnen Jekaterina Makarova en Jelena Vesnina – de Tsjechische dames Barbora Krejčíková en Kateřina Siniaková zegevierden voor het eerst op Wimbledon, na een eerdere grandslamtitel op Roland Garros 2018. Titelhouders in het gemengd dubbelspel zijn de Zwitserse Martina Hingis en de Schot Jamie Murray.
De Nederlandse rolstoelspeelster Diede de Groot prolongeerde haar enkelspeltitel in die discipline – in de finale versloeg zij landgenote Aniek van Koot. Vervolgens pakte zij ook de dubbelspeltitel, samen met de Japanse Yui Kamiji.
Het toernooi van 2018 trok 473.169 toeschouwers.

## Toernooikalender
Bron:
| Wimbledon          | juli 2018 | juli 2018 | juli 2018 | juli 2018 | juli 2018 | juli 2018 | juli 2018             | juli 2018 | juli 2018   | juli 2018   | juli 2018    | juli 2018    | juli 2018 | juli 2018 | juli 2018 |
| Wimbledon          | maa 2     | din 3     | woe 4     | don 5     | vrĳ 6     | zat 7     | zon 8                 | maa 9     | din 10      | woe 11      | don 12       | vrĳ 13       | zat 14    | zon 15    |           |
| ------------------ | --------- | --------- | --------- | --------- | --------- | --------- | --------------------- | --------- | ----------- | ----------- | ------------ | ------------ | --------- | --------- | --------- |
| mannenenkelspel    | 1e ronde  | 1e ronde  | 2e ronde  | 2e ronde  | 3e ronde  | 3e ronde  | m i d l e s u n d a y | 4e ronde  |             | kwartfinale |              | halve finale |           | finale    |           |
| vrouwenenkelspel   | 1e ronde  | 1e ronde  | 2e ronde  | 2e ronde  | 3e ronde  | 3e ronde  | m i d l e s u n d a y | 4e ronde  | kwartfinale |             | halve finale |              | finale    |           |           |
| mannendubbelspel   |           |           | 1e ronde  | 1e ronde  | 2e ronde  | 2e ronde  | m i d l e s u n d a y | 3e ronde  | kwartfinale | kwartfinale | halve finale |              | finale    |           |           |
| vrouwendubbelspel  |           |           | 1e ronde  | 1e ronde  | 2e ronde  | 2e ronde  | m i d l e s u n d a y | 3e ronde  | kwartfinale | kwartfinale |              | halve finale | finale    |           |           |
| gemengd dubbelspel |           |           |           |           | 1e ronde  | 2e ronde  | m i d l e s u n d a y | 2e ronde  | 3e ronde    | 3e ronde    | kwartfinale  | halve finale |           | finale    |           |

## Enkelspel
|                                      |  |                                           |
| Winnaar bij de mannen, Novak Đoković |  | Winnares bij de vrouwen, Angelique Kerber |

### Mannen
Titelverdediger was de Zwitser Roger Federer. Hij verloor in de kwartfinale van de Zuid-Afrikaan Kevin Anderson. De finale ging tussen Anderson en Novak Đoković. Đoković won in drie sets, het was zijn vierde Wimbledontitel.

### Vrouwen
Titelverdedigster Garbiñe Muguruza uit Spanje verloor in de tweede ronde van Alison Van Uytvanck. Het toernooi werd gewonnen door de Duitse Angelique Kerber – in de finale versloeg zij Serena Williams (VS) in twee sets.

## Dubbelspel

### Mannen
Titelverdedigers waren Łukasz Kubot uit Polen en de Braziliaan Marcelo Melo – zij kwamen niet verder dan de tweede ronde. De Amerikanen Mike Bryan en Jack Sock gingen met de titel naar huis – in de finale hadden zij vijf sets nodig om Raven Klaasen en Michael Venus te bedwingen.

### Vrouwen
Titelhoudsters waren de twee Russinnen Jekaterina Makarova en Jelena Vesnina – Vesnina kon haar titel niet verdedigen, wegens een blessure; Makarova kwam, met Vera Zvonarjova aan haar zijde, niet verder dan de tweede ronde. Het toernooi werd gewonnen door het Tsjechische duo Barbora Krejčíková en Kateřina Siniaková – in de finale versloegen zij Nicole Melichar en Květa Peschke.

### Gemengd
De titel werd in 2017 gewonnen door Martina Hingis uit Zwitserland en Jamie Murray uit Schotland. Hingis is gestopt met haar professionele tennisloopbaan.

## Kwalificatietoernooi
Algemene regels – Aan het hoofdtoernooi (enkelspel) doen bij de mannen en vrouwen elk 128 tennissers mee. De 104 beste mannen en 108 beste vrouwen van de wereldranglijst die zich inschrijven worden rechtstreeks toegelaten. Acht mannen en acht vrouwen krijgen van de organisatie een wildcard. Voor de overige ingeschrevenen resteren dan nog zestien plaatsen bij de mannen en twaalf plaatsen bij de vrouwen in het hoofdtoernooi – deze plaatsen worden via het kwalificatietoernooi ingevuld. Aan dit kwalificatietoernooi doen nog eens 128 mannen en 96 vrouwen mee. – Ook voor het dubbelspel worden kwalificaties gespeeld, voor acht plaatsen in het hoofdtoernooi: vier voor mannenkoppels en vier voor vrouwenkoppels.
De kwalificatiewedstrijden werden gespeeld op het Bank of England Sports Centre in Roehampton en vonden plaats van maandag 25 tot en met donderdag 28 juni 2018.
De volgende deelnemers aan het kwalificatietoernooi wisten zich een plaats te veroveren in de hoofdtabel:

### Mannenenkelspel
1. Christian Harrison
2. Ruben Bemelmans
3. Dennis Novak
4. Grégoire Barrère
5. Stefano Travaglia
6. Norbert Gombos
7. Stéphane Robert
8. Jason Kubler
9. Yannick Maden
10. John-Patrick Smith
11. Christian Garín
12. Ernests Gulbis
13. Alex Bolt
14. Benjamin Bonzi
15. Bradley Klahn
16. Thomas Fabbiano

Lucky losers
1. Bernard Tomic
2. Peter Polansky
3. Michael Mmoh
4. Hubert Hurkacz
5. Lorenzo Sonego
6. Simone Bolelli

### Vrouwenenkelspel
1. Alexandra Dulgheru
2. Eugenie Bouchard
3. Sara Sorribes Tormo
4. Antonia Lottner
5. Claire Liu
6. Vera Zvonarjova
7. Viktoriya Tomova
8. Mona Barthel
9. Jevgenia Rodina
10. Elena Gabriela Ruse
11. Vitalia Djatsjenko
12. Barbora Štefková

### Mannendubbelspel
1. Sriram Balaji &  Vishnu Vardhan
2. Kevin Krawietz &  Andreas Mies
3. Andre Begemann &  Yasutaka Uchiyama
4. Austin Krajicek &  Jeevan Nedunchezhiyan

### Vrouwendubbelspel
1. Ysaline Bonaventure &  Bibiane Schoofs
2. Alexa Guarachi &  Erin Routliffe
3. Han Xinyun &  Luksika Kumkhum
4. Arina Rodionova &  Maryna Zanevska

Lucky losers
1. Nicola Geuer &  Viktorija Golubic
2. Georgina García Pérez &  Fanny Stollár
3. Anna Blinkova &  Markéta Vondroušová

## Junioren
Meisjes enkelspel

Finale: Iga Świątek (Polen) won van Leonie Küng (Zwitserland) met 6-4, 6-2
Meisjes dubbelspel

Finale: Wang Xinyu (China) en Wang Xiyu (China) wonnen van Caty McNally (VS) en Whitney Osuigwe (VS) met 6-2, 6-2
Jongens enkelspel

Finale: Tseng Chun-hsin (Taiwan) won van Jack Draper (VK) met 6-1, 6-7, 6-4
Jongens dubbelspel

Finale: Yankı Erel (Turkije) en Otto Virtanen (Finland) wonnen van Nicolás Mejía (Colombia) en Ondřej Štyler (Tsjechië) met 7-6, 6-4

## Rolstoeltennis
Rolstoelvrouwenenkelspel

Finale: Diede de Groot (Nederland) won van Aniek van Koot (Nederland) met 6-3, 6-2
Rolstoelvrouwendubbelspel

Finale: Diede de Groot (Nederland) en Yui Kamiji (Japan) wonnen van Sabine Ellerbrock (Duitsland) en Lucy Shuker (VK) met 6-1, 6-1
Rolstoelmannenenkelspel

Finale: Stefan Olsson (Zweden) won van Gustavo Fernández (Argentinië) met 6-2, 0-6, 6-3
Rolstoelmannendubbelspel

Finale: Alfie Hewett (VK) en Gordon Reid (VK) wonnen van Joachim Gérard (België) en Stefan Olsson (Zweden) met 6-1, 6-4

## Toeschouwersaantallen en bezoekerscapaciteit
|           |        | Eerste week |         | Tweede week |
| --------- | ------ | ----------- | ------- | ----------- |
| Maandag   |        | 40.307      |         | 41.144      |
| Dinsdag   | 40.607 | 34.429      |         |             |
| Woensdag  | 41.238 | 35.152      |         |             |
| Donderdag | 41.588 | 29.793      |         |             |
| Vrijdag   | 40.830 | 30.706      |         |             |
| Zaterdag  | 39.364 | 29.816      |         |             |
| Zondag    | –      | 28.195      |         |             |
| Totaal    |        | 473.169     | 473.169 | 473.169     |

| Baan                           | Zitplaatsen                    |                                | Baan                           | Zitplaatsen |
| ------------------------------ | ------------------------------ | ------------------------------ | ------------------------------ | ----------- |
| Centre Court                   | 14.974                         |                                | Court No. 9                    | –           |
| Court No. 1                    | 11.393                         | Court No. 10                   | –                              |             |
| Court No. 2                    | 4.063                          | Court No. 11                   | 114                            |             |
| Court No. 3                    | 1.980                          | Court No. 12                   | 1.056                          |             |
| Court No. 4                    | 170                            | Court No. 14                   | 324                            |             |
| Court No. 5                    | –                              | Court No. 15                   | 324                            |             |
| Court No. 6                    | –                              | Court No. 16                   | 314                            |             |
| Court No. 7                    | 114                            | Court No. 17                   | 312                            |             |
| Court No. 8                    | 170                            | Court No. 18                   | 782                            |             |
| Totaal zitplaatsen             | Totaal zitplaatsen             | Totaal zitplaatsen             | Totaal zitplaatsen             | 36.090      |
|                                |                                |                                |                                |             |
| Bezoekerscapaciteit tennispark | Bezoekerscapaciteit tennispark | Bezoekerscapaciteit tennispark | Bezoekerscapaciteit tennispark | 39.000      |

## Ticketprijzen
| Dag       | Show courts  | Show courts | Show courts | Show courts | Ground Pass | Ground Pass  |
| Dag       | Centre Court | Court No. 1 | Court No. 2 | Court No. 3 | Gehele dag  | Na 17:00 uur |
| --------- | ------------ | ----------- | ----------- | ----------- | ----------- | ------------ |
| Maandag   | £ 60         | £ 47        | £ 42        | £ 42        | £ 25        | £ 18         |
| Dinsdag   | £ 60         | £ 47        | £ 42        | £ 42        | £ 25        | £ 18         |
| Woensdag  | £ 78         | £ 60        | £ 50        | £ 50        | £ 25        | £ 18         |
| Donderdag | £ 78         | £ 60        | £ 50        | £ 50        | £ 25        | £ 18         |
| Vrijdag   | £ 102        | £ 78        | £ 64        | £ 64        | £ 25        | £ 18         |
| Zaterdag  | £ 102        | £ 78        | £ 64        | £ 64        | £ 25        | £ 18         |
| Zondag    | –            | –           | –           | –           | –           | –            |
| Maandag   | £ 120        | £ 86        | £ 70        | £ 70        | £ 25        | £ 18         |
| Dinsdag   | £ 120        | £ 86        | £ 43        | –           | £ 20        | £ 14         |
| Woensdag  | £ 145        | £ 105       | £ 39        | –           | £ 20        | £ 14         |
| Donderdag | £ 145        | £ 59        | –           | –           | £ 20        | £ 14         |
| Vrijdag   | £ 170        | £ 38        | –           | –           | £ 15        | £ 11         |
| Zaterdag  | £ 170        | £ 35        | –           | –           | £ 15        | £ 11         |
| Zondag    | £ 210        | £ 30        | –           | –           | £ 8         | £ 5          |

1. ↑  Een Ground Pass gaf toegang tot het tennispark. Met een Ground Pass had men vrije toegang om wedstrijden te bekijken op de niet-gereserveerde plaatsen op de show courts No.3, No.12 en No.18. Daarnaast gaf de Ground Pass toegang tot de buitenbanen No.4-No.11 en No.14-No.17, volgens het principe 'wie het eerst komt, het eerst maalt'.
2. 1 2  Deze tickets waren inclusief een Ground Pass en gegarandeerde een zitplaats voor de gehele dag op de betreffende baan.

## Uitzendrechten
In Nederland was Wimbledon te zien bij de officiële rechtenhouder Eurosport, die het toernooi uitzond via de lineaire sportkanalen Eurosport 1 en Eurosport 2 en via de online streamingdienst, de Eurosport Player. Daarnaast werd Wimbledon uitgezonden door Ziggo Sport (beschikbaar voor klanten van tv-aanbieder Ziggo) en betaalzender Ziggo Sport Totaal. Hiervoor werd een sublicentie gebruikt die bij Eurosport is gekocht. Omdat gedurende Wimbledon ook de wielerronde Tour de France op Eurosport werd uitgezonden, had Eurosport besloten om een sublicentie te verlenen aan Ziggo Sport. De sublicentie was in 2018 wel gewijzigd ten opzichte van 2017. Mocht Ziggo Sport in 2017 alleen wedstrijden gespeeld op court 1 uitzenden, mocht de sportzender in 2018 ook wedstrijden van andere banen live uitzenden. Daar stond tegenover dat Eurosport ook wedstrijden van court 1 live mag uitzenden. Verder heeft Eurosport altijd de eerste keuze welke wedstrijden live uitgezonden worden.
Bovendien werden de finales van de mannen en de vrouwen en de halve finales van de mannen live uitgezonden op de publieke omroep NOS op NPO 2 en NOS.nl.
Verder kon het toernooi ook gevolgd worden bij de Britse publieke omroep BBC, waar uitgebreid live-verslag werd gedaan op de zenders BBC One en BBC Two.